# I Turn to You (canción de All-4-One)
«I Turn to You» es una canción pop escrita por Diane Warren en 1996 para el cuarteto de R&B All-4-One para la banda sonora de la película de Warner Bros Space Jam. La balada, producida por Jimmy Jam y Terry Lewis, recibió muy poco reconocimiento hasta que la cantante y compositora pop estadounidense Christina Aguilera la grabó para su álbum debut homónimo.
El sencillo de Aguilera se posicionó en el número 3 de Billboard Hot 100 durante varias semanas y fue un éxito en el continente americano, esta canción convirtió a Christina en una de las pocas cantantes en tener 3 sencillos en el top cinco de Billboard Hot 100 con su álbum debut, poco después serían cuatro con el sencillo "Come On Over Baby" (alcanzando la posición número 1 en dicha lista). En cuanto a la lista Mundial el sencillo debuta en la posición número 28 en el Top 40 Singles Mundial y asciende rápidamente a la posición número 6 al cabo de solo seis semanas. La canción fue incluida en el álbum de grandes éxitos de Aguilera, Keeps Gettin' Better: A Decade of Hits lanzado durante el 2008.
La versión en español "Por siempre tú", incluido en su primer álbum en español titulado Mi reflejo, logró ser un éxito en los mercados hispanos, la canción se ubicó en la posición número 6 en Billboard Hot Latin Tracks. Además llegó a la posición número 2 en Billboard Latin Pop Airplay dado a su éxito en radio, y número 16 de Billboard Latin Tropical/Salsa Airplay.[cita requerida]

## Versión de Christina Aguilera

### Escritura, grabación y producción
La cantante pop norteamericana Christina Aguilera grabó su versión de "I Turn to You", producida por Guy Roche, para su homónimo álbum debut. "I Turn to You" fue incluido en el álbum de grandes éxitos de Aguilera Keeps Gettin' Better: A Decade of Hits lanzado durante el 2008.
La letra de "I Turn to You" es una oda del narrador a una persona que va en busca de luz cuando pierde la esperanza. El sencillo está escrito con el tema de agradecer, una figura paterna (en el caso de Aguilera, a su madre). Sin embargo, la letra de la canción es muy ambigua, puesto a que se pueden aplicar a un amante, un amigo, u otro miembro de la familia. Precisamente es a un supuesto empresario del "Mundo del Espectáculo" a quien dicen que Christina Aguilera también dedica esta canción.
La canción fue reescrita en español y titulada "Por siempre tú", para el primer álbum en español de Aguilera Mi reflejo, lanzado en el 2000, la cual más tarde se convirtió también en el tercer sencillo de este álbum. "I Turn to You" se convirtió en la primera balada lanzada como sencillo por Aguilera.

### Capacidad vocal
En la canción, Aguilera utiliza la nota F#5 en la voz de pecho completo. Aguilera recibió críticas muy positivas con el tema, por su gran capacidad vocal a tan corta edad.

### Vídeo musical
En el video musical se puede observar a Aguilera caminando por las calles con un paraguas, cantando. En el vídeo, una joven tiene un accidente automovilístico, y se dirige a su madre en la necesidad de ayuda. Aguilera es vista llevando un top negro en el video, y durante las escenas finales, un vestido azul en la medianoche. La identidad del director de los videos de "I Turn to You" y "Por siempre tú" sigue siendo un misterio. Con el lanzamiento de los videos, en MTV había figurado Rupert C. Almont como el director, al igual que en la carátula de la edición de lujo en DVD de Keeps Gettin' Better: A Decade of Hits. Sin embargo, en el Making the Video, Joseph Kahn es quien figura como el director, dando a pensar que ambos nombres son seudónimos del director. A diferencia de los dos primeros sencillos de los álbumes Christina Aguilera y Mi reflejo, ni en "I Turn to You" ni en "Por siempre tú" figuran bailarines.
Por otra parte los ojos de Aguilera llamaron la atención ya que uso lentes de contacto de color azul aun teniendo los ojos de mismo color.

### Rendimiento en las listas
América

Con "I Turn to You" Aguilera logró tener tres sencillos en el top cinco de Billboard Hot 100 de un álbum debut, a lo que luego serían cuatro sencillos (tres de ellos fueron número uno).

"I Turn to You" debuta en Billboard Hot 100 en la posición número 50, siendo el más grande debut de un sencillo de la cantante en la lista hasta que "Ain't No Other Man" lo logra en la posición número 19 y "Keeps Gettin' Better" en número 7 en el año 2006 y 2008 respectivamente. En su decimosegunda semana, el sencillo alcanza la posición número 3, donde se mantuvo durante dos semanas consecutivas, siendo uno de los sencillos más exitosos de Aguilera en Estados Unidos hasta el día de hoy. El tema se mantuvo durante veintidós semanas en la lista. En el mercado para adultos, el sencillo fue muy exitoso, alcanzando la posición número 5 en Billboard Adult Contemporary. 
En Canadá el sencillo logró tener también mucho éxito, ingresando en el top 10 de la lista de 100 Singles y manteniéndose en ella durante diecisiete semanas. Según Nielsen SoundScan, hasta septiembre de 2012, "I Turn to You" vendió 357.000 copias en Estados Unidos, donde se convirtió en el cuarto sencillo más vendido de Aguilera en formato material.
Europa
En Europa, el sencillo no topó con la misma popularidad. El sencillo logró ingresar en el Top 40 de la mayoría de las listas (Bélgica, Irlanda, Suiza y el Reino Unido). En este último, el sencillo ingresó en la posición número 19, siendo su mejor posición, estando únicamente cinco semanas en el Top 75 Singles, siendo hasta el momento, su sencillo menos exitoso en la región. En Suecia llegó a la posición número 47 y en Alemania a la número 65, siendo su sencillo con menor éxito en los países.
Oceanía
En cuanto a Oceanía, el sencillo tuvo una popularidad diversa. En Australia es actualmente su sencillo menos exitoso, llegando a la posición número 40. En cuanto a Nueva Zelanda, el sencillo logra la posición número 11 y se mantiene durante dieciocho semanas en el conteo.

### Versión en español
Durante el año 2000, Christina Aguilera versionó la canción original "I Turn to You" por una totalmente en español titulada "Por siempre tú". La canción está incluida en el primer álbum en español de la cantante titulado Mi reflejo. La canción fue lanzada como sencillo en Estados Unidos, Hispanoamérica, España y algunos otros países europeos. 
En Estados Unidos la canción se ubicó en la posición número 6 en Billboard Hot Latin Tracks. Además en la posición número 2 en Billboard Latin Pop Airplay dado a su éxito en radio y número 16 del Billboard Latin Tropical/Salsa Airplay.
En Argentina, el sencillo encabezó la lista de popularidad durante tres semanas consecutivas, siendo el sencillo más exitoso de Aguilera hasta el momento, manteniéndose en la lista durante cuarenta y dos semanas. Además logró disco de platino en algunos países. 
El vídeo musical de "Por siempre tú" es similar al de "I Turn to You". El director del vídeo musical de este sigue siendo un misterio ya que para MTV había figuran Rupert C. Almont como el director, sin embargo, en el Making the Video, Joseph Kahn es quien figura como el director, dando a pensar en ambos nombres son seudónimos del director.
| Año  | Sencillo         | Posicionamientos  | Posicionamientos  | Posicionamientos  |
| Año  | Sencillo         | América del Norte | América del Norte | América del Norte |
| Año  | Sencillo         | Latin             | L.P.              | L.T.              |
| ---- | ---------------- | ----------------- | ----------------- | ----------------- |
| 2001 | "Por siempre tú" | 6                 | 2                 | 16                |

### Presentaciones en giras
Christina presentó en vivo "I Turn to You" en dos de sus giras:
- Sears & Levis US Tour (2000): interpretada sólo la primera parte y el coro.
- Latin American Tour (2001): en los conciertos hacía un corto con la versión en español del tema.

### Posicionamiento en listas
| América        |                   |    |    |   |    |
| Canadá         | Top 100 Singles   | 61 | 10 | 1 | 7  |
| Estados Unidos | Billboard Hot 100 | 50 | 3  | 2 | 22 |
| Europa         |                   |    |    |   |    |
| Alemania       | Top 100 Singles   | 66 | 65 | 1 | 9  |
| Bélgica        | Top 50 Singles.   | 46 | 30 | 1 | 11 |
| Irlanda        | Top 50 Singles.   | 17 | 17 | 1 | 7  |
| Reino Unido    | Top 75 Singles    | 19 | 19 | 1 | 6  |
| Suecia         | Top 60 Singles    | 53 | 47 | 2 | 5  |
| Suiza          | Top 100 Singles   | 30 | 30 | 1 | 14 |
| Oceanía        |                   |    |    |   |    |
| Australia      | Top 50 Singles    | 42 | 40 | 1 | 4  |
| Nueva Zelanda  | Top 40 Singles    | 40 | 11 | 1 | 18 |

#### Anuales
| América                              |    |
| Estados Unidos Billboard Hot 100     | 42 |
| Estados Unidos Hot 100 Singles Sales | 44 |
| Estados Unidos Hot 100 Airplay       | 44 |

### Formatos
| CD Single Versión: EE.UU. 1 |                  |                    |       |
| 1                           | "I Turn to You"  | Versión del video  | 04:04 |
| 2                           | "Por siempre tú" | Versión en español | 04:03 |

| CD Single Versión: EE.UU. 2 |                 |                   |       |
| 1                           | "I Turn to You" | Versión de radio  | 03:53 |
| 2                           | "I Turn to You" | Versión del video | 04:04 |
| 3                           | "I Turn to You" | Call Out Hook     | 00:14 |

| CD Maxi Versión: EE.UU. |                     |                                    |       |
| 1                       | "I Turn to You"     | Versión de radio                   | 03:53 |
| 2                       | "What a Girl Wants" | Eddie Arroyo Down Tempo Killer Mix | 04:20 |
| 3                       | "I Turn to You"     | CD-Rom Video                       |       |

| CD Single Versión: UK |                     |                             |       |
| 1                     | "I Turn to You"     | Versión de radio            | 03:59 |
| 2                     | "I Turn to You"     | Versión del video           | 04:04 |
| 3                     | "What a Girl Wants" | Thunderpuss Fiesta Edit     | 03:27 |
| 4                     | "What a Girl Wants" | Thunderpuss Dirty Radio Mix | 03:16 |

| CD Single Versión: México |                     |                             |       |
| 1                         | "I Turn to You"     | Versión de radio            | 03:59 |
| 2                         | "I Turn to You"     | Versión del video           | 04:04 |
| 3                         | "Por siempre tú"    | Versión en español          | 04:03 |
| 4                         | "What a Girl Wants" | Thunderpuss Fiesta Edit     | 03:27 |
| 5                         | "What a Girl Wants" | Thunderpuss Dirty Radio Mix | 03:16 |

| CD Maxi Versión: Remixes |                 |                            |       |
| 1                        | "I Turn to You" | Thunderpuss 2000 Radio Mix | 04:19 |
| 2                        | "I Turn to You" | Thunderpuss 2000 Club Mix  |       |